# Padre no hay más que uno 3
Padre no hay más que uno 3 és una pel·lícula de comèdia nadalenca espanyola de 2022 dirigida i protagonitzada per Santiago Segura. És una seqüela de Padre no hay más que uno i Padre no hay más que uno 2: La llegada de la suegra. El repartiment el completen personatges com Toni Acosta, Carlos Iglesias i Loles León.
Aquesta és la tercera de les pel·lícules pertanyents a la franquícia Padre no hay más que uno.

## Sinopsi
La trama segueix la família García Loyola a mesura que s'acosta el Nadal, inclosos els nens que trenquen una figura del Pessebre i la germana gran que talla la relació amb el seu xicot.

## Repartiment
- Santiago Segura com a Javier García[1]
- Toni Acosta com a Marisa Loyola[1]
- Carlos Iglesias com Agustín[2]
- Loles León com a Miracles[2]
- Wendy Ramos com a Rosaura[2]
- Leo Harlem com a Paco[2]
- Silvia Abril com a Carmen[2]
- Martina D'Antiochia com a Sara García Loyola[2]
- Calma Segura com a Carlota García Loyola[2]
- Luna Fulgencio com a Rocío García Loyola[2]
- Carlos González com Daniel "Dani" García Loyola
- Sirena Segura com a Paula "Paulita" García Loyola
- Luna López com a Cris[1]
- Candela Haro com Cris (doble)
- El Cejas com Ocho
- Marta González de Vega com a Leticia[2]
- Diana Navarro com a membre del jurat[2]
- Mónica Pérez com a mare del xat[2]
- Carmen Alcayde com a mare de la Sandra[2]
- Omar Montes com a Big Bambini[2]
- Javier García com a Fernandito[2]
- Javier Losán com a Manolo[2]
- Florentino Fernández com a veí molest[2]
- Carmen Conesa com a Pilar[2]
- Goizalde Núñez com a veïna molesta[2]

## Producció
La pel·lícula és una producció de Bowfinger International Pictures, Atresmedia Cine i Padre no hay más que uno 3 AIE, amb l'associació de Sony Pictures International Productions i la participació d'Atresmedia i Prime Video. El rodatge va començar a la plaça Major de Madrid al desembre de 2021. Carlos Iglesias va reemplaçar Antonio Resines (originalment elegit com l'avi de la família) a causa de la seva hospitalització el desembre del 2021 per COVID-19.

## Estrena
Distribuïda per Sony Pictures Entertainment Iberia, la pel·lícula es va estrenar a Espanya el 14 de juliol de 2022. Va recaptar 745.000 eurps (més de 108.000 espectadors) en el dia d'estrena, i va ser el millor debut d'una pel·lícula espanyola al mercat nacional des de 2015. Es va convertir en l'estrena espanyola més taquillera el 2022 just després de la seva primer cap de setmana als cinemes.

## Rebuda
Fausto Fernández de Fotogramas va qualificar la pel·lícula amb 3 estrelles sobre 5 i la va definir com "una comèdia amb molt d'àngel", alhora que va assenyalar que es va quedar curta en cameos.
Carlos Marañón de Cinemanía donar-li 2 estrelles sobre 5, i va considerar el tercer lliurament de la saga com a "plana, amb algunes tatxes costerudes i acolorides, com el petit homenatge a La gran familia".
Raquel Hernández Luján de HobbyConsolas va atorgar-li 50 punts sobre 100 ("més o menys"), i va criticar la "col·locació descarada de productes, la manca de substància en la història i els clixés del gènere", alhora que va destacar l'afegiment de dos anys al repartiment coral (que apareix en alguns dels moments més entranyables) com el millor de la pel·lícula.
Javier Ocaña del diari El País va escriure que la pel·lícula "insignificant" presenta "un ritme monòton, actuacions modestes, poc o cap humor en les situacions i cap tempo còmic en els diàlegs, en les rèpliques i contrarèpliques", i que era "simplement tan indolent com qualsevol producció infantil espanyola dels anys 70 i 80".